# Lycianthes biflora
Lycianthes biflora là loài thực vật có hoa trong họ Cà. Loài này được (Lour.) Bitter mô tả khoa học đầu tiên năm 1919.